# Rebel (Schachprogramm)
Rebel ist ein Schachprogramm des niederländischen Programmierers Ed Schröder. 1992 gewann es die Computerschachweltmeisterschaft. 2007 wurde die Weiterentwicklung des Programms vorläufig eingestellt. Anfang 2016 wurde mit Rebel13 eine neue Version veröffentlicht.

## Versionsgeschichte
Ed Schröder begann 1980 mit der Schachprogrammierung auf einem TRS-80. 1982 nahm er erstmals an einem Turnier, der Niederländischen Computerschach-Meisterschaft, teil und kam auf den 3. Platz. 1984 erhielt er ein Angebot des Münchener Schachcomputer-Herstellers Hegener und Glaser und entwickelte für diese Firma in den Jahren 1985 bis 1995 zahlreiche Modelle, die mit insgesamt über 350.000 verkauften Exemplaren kommerziell sehr erfolgreich waren. Das Schachprogramm wurde auf einem Apple IIe entwickelt, auf EPROMs gespeichert und konnte dann in verschiedenen Geräten verbaut werden. 1986 stand Rebel bei der Computerschach-Weltmeisterschaft in Köln kurz vor dem Titelgewinn, verlor jedoch ein vorteilhaftes Endspiel gegen Cray Blitz und wurde nur Fünfter. 1991 stieg Schröder auf eine RISC-Architektur um und konnte mit der nunmehr Chess Machine genannten Version von Rebel 1992 in Madrid die Computerschach-Weltmeisterschaft vor mehreren Großrechnern gewinnen. In der Folge erhielt das Programm eine eigene GUI und wurde unter dem Namen Mephisto Gideon auf Diskette vertrieben. Schröder hielt lang am Betriebssystem MS-DOS fest und verlor dadurch allmählich den Anschluss an die Weltspitze. Anfang 2002 verkaufte er sein Programm an die niederländische Firma Lokasoft, die 2003 mit Rebel 12 eine erstmals Winboard-kompatible Version auf den Markt brachte. Schröder beendete 2006 seine Karriere als Schachprogrammierer und machte eine UCI-kompatible Version von Rebel unter dem Namen Pro Deo (letzte Version 1.6 vom Oktober 2007) als Freeware zugänglich. Im November 2007 wurde Version 1.1 dieses Programms, getestet auf AMD Athlon MP mit 1200 MHz, in der Rangliste der schwedischen Computerschachorganisation SSDF mit einer Elo-Zahl von 2706 geführt.

## Erfolge gegen menschliche Spieler
Rebel spielte mehrere Wettkämpfe gegen menschliche Großmeister. Im Juni 1997 gewann das Programm mit 10,5–6,5 gegen Artur Jussupow, im Juli 1998 mit 5–3 gegen Viswanathan Anand, im Januar 2001 mit 3,5–2,5 gegen den als Computerspezialisten bekannten John van der Wiel. Im Februar 2002 endete ein Match gegen den stärksten niederländischen Spieler, Loek van Wely, unentschieden 2-2. Die dritte Partie dieses Wettkampfs gewann Rebel überzeugend, Ed Schröder bezeichnete sie als eine der besten Leistungen seines Programms überhaupt.
Rebel - Van Wely, Maastricht 2002
1. e4 e6 2. d4 d5 3. Sd2 Sc6 4. Sgf3 Sf6 5. e5 Sd7 6. Sb3 Le7 7. Lb5 Scb8 8. 0–0 b6 9. De2 a5 10. Le3 La6 11. a4 c6 12. Lxa6 Sxa6 13. Tfc1! 0–0 14. c4 dxc4 15. Txc4 Sdb8 16. Sbd2! Sb4 17. Se4 S8a6 18. Sfd2! Sc7 19. Dg4 Kh8 20. Ta3! Sbd5 21. Lg5! f6 22. exf6 gxf6 23. Th3! De8 24. Dh4 Tf7 25. Lh6 b5 26. axb5 cxb5 27. Tc1 a4 28. Tg3! a3 29. bxa3 Txa3 30. Sf3! b4 31. Dh5! Txf3 32. gxf3 Lf8 33. Kh1! Te7 34. Tcg1 1-0